# عين الصفصافة
عين الصفصاف أو عين الصفصافة هي قرية لبنانية من قرى قضاء الضنية في محافظة الشمال.